# Сербський добровольчий корпус СС
Сербський добровольчий корпус СС (нім. Serbischer SS-Freiwilligen Korps, серб. Српски добровољачки корпус) — корпус військ СС, сформоване з добровольців-сербів за часів Другої світової війни.

## Історія
До становлення в 1941 році сербського уряду на чолі з генералом Міланом Недічем ніяких спроб створення сербських збройних частин не робилося. Генерал Недич оголосив про створення поліцейських формувань. Боєздатність таких формувань була дуже низькою, їх використовували для охорони. Крім цих формувань 15 вересня 1941 була створена так звана Сербська добровольча команда. Це підрозділ було створено з активістів організації Збора і радикально налаштованих військових. Командиром частини був призначений полковник Костянтин Мушіцкий, колишній ад'ютант югославської королеви Марії. Команда незабаром перетворилася на прекрасну антипартизанську частину, що отримала визнання навіть у німців. Незабаром по всій Сербії стали виникати відділи СДК, ці відділи були відомі як «загони».
Протягом 1942 року їхня кількість збільшилася до 12, до складу загону, як правило, входило 120–150 солдат і кілька офіцерів. Загони СДК широко залучалися німцями для антипартизанських акцій і, по суті, були єдиним сербським формуванням, які отримували зброю від німців. У січні 1943 року СДКоманда була переформована в СДКорпус, що складався з п'яти батальйонів по 500 осіб кожен. Корпус не приховував своєї монархічної спрямованості і навіть на паради в Белграді виходив під прапором з монархічними гаслами.
На початку 1944 року СДК і нові добровольці були переформовані в 5 піхотних полків (римські номери з I по V) по 1200 бійців кожен і артилерійський батальйон з 500 чоловік. Крім цього, у складі СДК пізніше були створені школа новобранців і госпіталь у Логатець. Восьмого жовтня 1944 частини корпусу почали відступ з Белграда. Наступного дня СДКорпус був переведений у Ваффен-СС з позначенням «Сербський добровольчий корпус СС». Структура корпусу була залишена без змін. Чини Сербського корпусу не стали чинами Ваффен-СС і продовжували носити свої колишні звання і підкорятися сербському командуванню. Після відступу з Белграда підрозділи СДК разом з четниками і німцями пішли до Словенії.
У квітні 1945 року, за домовленістю з німцями, СДК став частиною однієї з дивізій четників у Словенії. Наприкінці квітня два полки СДК (I і V полки) за наказом командира четників у Словенії генерала Дам'яновича пішли в напрямку італійського кордону, перейшовши який, вони 1 травня капітулювали. Решта три полки II, III і IV під командуванням начальника штабу СДК підполковника Радослава Таталовіча брали участь у боях з у Любляни, після чого відступили на територію Австрії і здалися англійцям.

## Райони бойових дій
- Сербія та Югославія (червень 1941 — квітень 1945);
- Італія (квітень — травень 1945).

## Командування

### Командири
- оберфюрер СС Дімітріе Льотич (нім. Dimitrije Ljotić серб. Димитрију Љотићу) (5 грудня 1944 — 11 лютого 1945).

## Відео
- Српски Добровољачки Корпус / Serbisches Freiwilligen Korps [Архівовано 12 жовтня 2016 у Wayback Machine.]
- Српски Добровољачки Корпус
- Српски Добровољачки Корпус 1941–1945 [Архівовано 19 жовтня 2014 у Wayback Machine.]